# Coordenadas hiperbólicas

Una gráfica de coordenadas hiperbólicas en un plano cartesiano: u en azul y v en amarillo

En matemáticas, las coordenadas hiperbólicas son un método útil para la localización de puntos en el primer cuadrante de un plano cartesiano.
{\displaystyle \{(x,y)\ :\ x>0,\ y>0\ \}=Q.}
Las coordenadas hiperbólicas asumen los valores tales que:
{\displaystyle HP=\{(u,v):u\in \mathbb {R} ,v>0\}.}
Para un punto {\displaystyle (x,y)} en {\displaystyle Q} tenemos
{\displaystyle u=-{\frac {1}{2}}\ln \left({\frac {y}{x}}\right)}
y
{\displaystyle v={\sqrt {xy}}.}
El parámetro {\displaystyle u} algumas veces es llamado ángulo hiperbólico y {\displaystyle v} es la media geométrica.
La transformación inversa es
{\displaystyle x=ve^{u},\quad y=ve^{-u}.}
Esta es una transformación continua, pero no es una función analítica.

## Modelo de cuadrante para la geometría hiperbólica
La correspondencia
{\displaystyle Q\leftrightarrow HP}
proporciona la estructura de geometría hiperbólica a Q, que es proyectada sobre HP por movimientos hiperbólicos. Las líneas hiperbólicas de Q son rectas que parten del origen o curvas en forma de pétalo que salen y entran por el origen. El deslocamiento de izquierda a derecha de HP corresponde a un mapeamiento comprimido aplicado a Q. Nótese que las hipérboles de Q no representan geodésicas en este modelo.
Caso se considere apenas a topología euclidiana del plano y la topología heredada por Q, entonces la frontera de Q parece próxima a P. El espacio métrico HP muestra que el conjunto abierto Q posee apenas el origen como frontera, cuando es visto como el modelo cuadrante del plano hiperbólico. De hecho, si se consideran "rayos" a partir del origen de Q y sus imágenes, que son los rayos verticales de frontera R de HP. Cualquier punto de HP está a una distancia infinita del punto p no pé da normal a R, pero una secuencia de puntos desta perpendicular puede tender una dirección de p. La secuencia correspondiente en Q tiende al largo de un rayo en dirección al origen. La antigua frontera euclidiana de Q es irrelevante para el modelo cuadrante.

## Aplicaciones a las ciencias físicas
Relaciones con unidades físicas, como:
- E = IR: Ley de Ohm
- P = VI: Potencia eléctrica
- PV = kT: Ley de los gases ideales
- f λ = c: Ondas senoidales

todas sugiriendo un análisis cuidadoso de los ejes coordenados. Por ejemplo, en la termodinámica el proceso isotérmico sigue explícitamente el camino hiperbólico y el trabajo puede ser interpretado como una variación del ángulo hiperbólico. De esa misma manera, un proceso isobárico puede resultar en una hipérbole en el eje de la temperatura versus la densidad absoluta del gas.
Para ver las coordenadas hiperbólicas en la teoría de la relatividad, ver la sección Historia más abajo.

## Aplicaciones a la estadística
- Estudios comparativos de la densidad poblacional comienzan escogiendo un país, región o área urbana de referencia, cuya población en el área es tomada como el punto (1,1).
- Análisis de los representantes políticos de una región bajo un régimen democrático comienza escogiendo de un padrón de comparación: un grupo particular representativo, cuya magnitud y pizarra magnitud (de representantes) es de (1,1) en el gráfico.

## Aplicaciones a la economía
Hay muchas aplicaciones naturales de las coordenadas hiperbólicas en la economía:
- Análisis de la fluctuación de la tasa de cambio monetaria:

La unidad monetaria se define por {\displaystyle x=1.} O precio de la moneda  corresponde al valor {\displaystyle y.} Para
{\displaystyle 0<y<1}
encontramos {\displaystyle u>0,} un ángulo hiperbólico positivo. Para una fluctuación se toma un nuevo precio
{\displaystyle 0<z<y.}
Então a variación en u es:
{\displaystyle \Delta u={\frac {1}{2}}\log \left({\frac {y}{z}}\right).}
la cuantificación de la fluctuación de la tasa de cambio a través de un ángulo hiperbólico proporciona una medida objetiva, simétrica y consistente. La cantidad {\displaystyle \Delta u} es el longitud de desplazamiento de la izquierda a derecha del punto de vista del movimiento hiperbólico da fluctuación de la moneda.
- Análisis de la inflación o deflación de precios de la cesta básica.
- Cuantificación de la alteración de la cuota de mercado de duopolio.
- Fotografía corporativa versus recompra de acciones.

## Historia
En cuanto la media geométrica es un concepto antiguo, el ángulo hiperbólico es contemporáneo con el desarrollo del logaritmo, en la última parte del siglo XVII. Grégoire de Saint-Vincent, Marin Mersenne y Alphonse Antonio de Sarasa evaluó la cuadratura de la hipérbola como una función con propiedades ahora familiarizadas con el logaritmo y luego con la función exponencial, el seno hiperbólico y el coseno hiperbólico. Como la teoría de la función compleja se refería a las séries infinitas, las funciones circulares seno y coseno parecían absorber el seno y el coseno hiperbólicos como dependientes de una variable imaginaria. En el siglo XIX, los biquaterniones comenzaron a ser utilizados y mostraron un plano complejo alternativo llamado números hipercomplejos, donde el ángulo hiperbólico es llevado a un nivel igual al de un ángulo clásico. En la literatura inglesa, los biquaterniones fueron utilizados para modelar el espacio-tiempo y mostrar sus simetrías. En él, el parámetro ángulo hiperbólico pasó a llamarse rapidez. Para los relativistas, examinando el cuadrante como posible futuro entre fotones de direcciones opuestas, el parámetro medio geométrico es temporal.
En la relatividad, el foco está en la hipersuperficie tridimensional dentro del futuro del espacio-tiempo, donde varias velocidades llegar después un tiempo propio dado. Scott Walter explica que en noviembre de 1907 Hermann Minkowski especuló sobre una conocida geometría tridimensional hiperbólica cuando habló con Göttingen Mathematical Society, pero no para una de cuatro dimensiones. En homenaje a Wolfgang Rindler, el autor del libro de texto estándar de nivel universitario sobre relatividad, las coordenadas hiperbólicas de espacio-tiempo son llamadas coordenadas de Rindler.